# Papilionella spasskii
Papilionella spasskii är en nässeldjursart som först beskrevs av Fenyuk 1947.  Papilionella spasskii ingår i släktet Papilionella och familjen Sertulariidae. Inga underarter finns listade i Catalogue of Life.